# Caesonia rwindiensis
Caesonia rwindiensis är en insektsart som först beskrevs av Victor Lallemand och Synave 1952.  Caesonia rwindiensis ingår i släktet Caesonia och familjen Flatidae. Inga underarter finns listade i Catalogue of Life.